# 藤村一人
藤村 一人（ふじむら かずひと、1967年4月9日 - ）は、日本の実業家。株式会社フジムラ代表取締役。株式会社フジムラ企画代表取締役。父から引き継いだ有限会社藤村組を業界大手に育てた。元陸上自衛官。

## 経歴
東京都江戸川区出身。関東第一高等学校自主退学後、1985年から陸上自衛隊に所属。
- 1985年、陸上自衛隊第1教育団 武山駐屯地に入隊、その後、陸上自衛隊朝霞駐屯地に所属[3]。
- 1989年、任期満了により陸上自衛隊退官後、父の藤村洋輔創業の解体業者である有限会社藤村組に入社[3][5][6][7]。
- 1999年、株式会社フジムラへ改組と同時に同社代表取締役社長に就任[8][6]。
- 2015年、一般財団法人東京都レスリング協会 理事に就任。
- 2016年、株式会社フジムラ 代表取締役会長・株式会社フジムラ 企画代表取締役に就任[8]。
- 2020年、株式会社フジムラ 代表取締役会長兼社長に就任。

## 人物像
- 「幼い頃から、父親（藤村洋輔）の背中を見て育った。藤村組の創業者である父親は腕のいい職人だったが、『人情』を重視し過ぎる人であると語っていた。引き継いだ会社を組織化した[5]。
- 「人の役に立ちたい」「国の役に立ちたい」との思いから自衛官を志し高校を中退する。18歳の誕生日を待って、陸上自衛隊に入隊した[5]。
- 4人兄弟の長男である[5]。妹の井澤洋美は同社取締役経理部長[5]、妻の藤村桂子は同社取締役副社長に就いている[5]。
- 営業経験については、大口受注獲得のため「プライドを捨てて」営業をしたと語っている[5]。
- 他社との競合においては、「差がつくのは人」と語っている[5]。
- 「仕事の為に家族を犠牲にしてきた。家族に恩返しがしたい。」と語っている[5]。
- 2006年には、経営者の目標として「世界一の解体業者」を掲げている[5]。
- 篤志家としても知られる。2007年（平成19年）11月に「新川千本桜の会」が結成された際、藤村個人として200万円・株式会社フジムラとして300万円を寄付していることが新川千本桜記念碑に記録されている[9]。
- 国立競技場解体問題で内閣府政府調達苦情検討委員会に苦情を申立てた際、マスコミ各社の取材に対して、次のように語っている。
  - 「私たちは自信を持って入札し参加し、"一番札”をとりました。それなのに、契約に至らなかった。不可解です」[10]
  - 「国民の血税を使って行われる工事です。フジムラは正当に利益を算出しており、決して安値受注ではない。ツケを払わされるのは国民なのです」[11]
  - 「実は、今回の入札には不可解な点が2つありました。1つ目は、JSCの担当者が開札前日の7月16日に内訳書をみていたこと。ウチの担当者が提出に行った時、JSCの担当者がその場で封筒を開封してファイルを開いたのです。1ページ目には入札価格が書かれています。これでは価格が開札前にわかってしまう。2つ目の不可解な点は、JSCの担当者が入札金額を知った後の7月16日に予定価格が決められたことです」[12]
- 2021年（令和3年）12月1日、J:COM「えどがわ人図鑑」（インタビュアー：松崎しげる）に出演、各テーマについて語った。[13]

1. 【元球児が国家を守る】関東第一高等学校初のスポーツクラスへ野球推薦で入学した。しかし、ケガで野球が続けられなくなり、道半ばで退部しレスリング部に入部した。気持ちを察した父親からの「自衛隊に入るなら高校を辞めてもいい」との助言を受け、「人のために役に立ちたい」「新たな発見をしたい」との思いから関東第一高校学校を自主退学し、陸上自衛隊へ入隊。自衛隊では「即実行」「チームワーク」「指揮系統」を学んだと語っている。野球で鍛えていたこともあり、自衛隊の体力検定では常に3級以上をキープしていた。
2. 【妻や子が一つの願い父の無事】スローガンは創業者 藤村洋輔が創案したものであること、「洋」の文字が入った社章は自らがデザインしたことを語った。また、最も印象深い工事として、国立競技場解体工事（2015年）を挙げ、その意義を「社員に大きな仕事をさせたかった」「一致団結して取り組んだ」こととした。会社の強みはとの質問に「人間力」と答え、「一生懸命に努力すれば見ている人が味方になってくれる」「全役職員が自ら動く組織」「売上・利益より安全を優先」との考えを表明した。
3. 【災害現場に救いの手】令和元年台風15号により倒壊した市原ゴルフ場鉄柱の無償撤去の経緯については、江戸川区との防災協定（平成21年5月締結・重機機材およびオペレーターの供給）を挙げ、毎年、防災訓練に参加しており、社員に災害現場を実感して欲しかったと語った。また、今後のビジョンとして、解体工事現場の安全性の更なる確保・近隣住民への配慮を挙げ、東京電機大学・埼玉工業大学と共同開発し、特許も取得した重機の振動抑制装置（Multipul Tuned Mass Damper）を紹介した。

- 朝日生命「経営情報マガジン・ABC」2023年4月号にて、経営について語っている[14]。
  - 1990年（平成2年）に有限会社藤村組に入社、以下の5つの方針を、初代社長藤村洋輔に具申した。(1) 二次下請・三次下請からの脱却 (2) 一時下請・元請の地位確立 (3) 木造からビル等の大型案件へのシフト (4) 全国展開 (5) 建設業免許の取得
  - 1994年（平成6年）に専務取締役に就任、1999年（平成11年）に代表取締役社長に就任した。京浜コンビナート内の油槽所解体工事を手掛け、その後の全国展開・解体元請としての地歩を固めた。また、環境・労働安全を考慮して、環境マネジメントISO14001:2004、労働安全衛生マネジメントOHSAS18001:2007、労働安全衛生マネジメントISO45001:2018を取得した。更には、グローバルな視点を重視し、ドイツの同業者と定期交流をしている。
  - 社会的に注目された工事としては、水天宮社殿の解体工事、国立霞ヶ丘陸上競技場解体工事がある。また、2019年（令和元年）、房総半島台風での市原市ゴルフ練習場の鉄柱倒壊事故では、住民の困っている姿に居てもたってもいられなくなり、倒壊鉄柱の無償撤去支援を申し出た。株式会社フジムラは10年以上前から、江戸川区と「災害時における重機機材およびオペレーターの供給に関する協定」を結ぶ等、地域貢献に力を入れてきたこともあり、無償支援を申し出た。「感謝をいただけたのは幸いでした」と話している。

- 2022年（令和4年）3月、株式会社フジムラは売上高50億6788万円・営業利益10億7507万円[14]・純利益7億9064万1000円[15]を記録した。

## 市原ゴルフガーデン鉄柱無償撤去
2019年（令和元年）9月9日令和元年房総半島台風（台風15号）の強風により、千葉県市原市五井のゴルフ練習場「市原ゴルフガーデン」のネットを支える鉄柱13本が強風で倒れ、民家27軒が損壊した。この光景を映像でみた藤村は、「うちの技術なら助けられる」と、翌日には無償撤去の意向を市原市役所に伝えたが上手く伝達されなかった。9月18日、ゴルフ場オーナーの「撤去してくれる業者が見つからない」とのコメントを聞いた藤村は、再び市原市にコンタクトを取り、ようやく無償撤去の意向が伝わり、事態が進展することとなった。
補償が未定の状況での鉄柱無償撤去に難色を示していた一部住民に対しても、一貫して住民に寄り添った。現場に4回足を運び、自ら説明を行い、補償の証拠に使えるよう住宅の写真や映像を提供することで、住民全員の合意を取り付け、約2カ月後の11月13日に鉄柱を全て取り除いた。
無償撤去の理由について、藤村は、株式会社フジムラが東京都都江戸川区と提携している防災協定（人命救助などで重機や人員を提供する協定）を挙げ、「有事に備えて、重機を常にストックしていますが、災害時の経験がない。将来のためにも、スタッフに実際の災害現場での経験を積ませる必要を、以前から感じていた。人員を投入できるタイミングであったことも、良かった」「人助けが一番の目的だが、災害復旧の本番を経験したかった」と語っている。また、ゴルフ練習場オーナーに対しては、鉄柱撤去の工費約4300万円について「浮いたお金を被災者の皆さんに分配してほしい」と伝えている。
11月13日、13本目となる最後の鉄柱の撤去が完了した。当初2カ月間だった工期を、工法変更により2週間に大幅に短縮した。藤村は「立派に対応できた。ほっとするとともに社員に感謝」と笑顔を見せた。
2020年（令和2年）2月17日、市原市は株式会社フジムラを表彰した。小出譲治市長から表彰状が入った盾を手渡された藤村一人は、「住民からの感謝の言葉がうれしかった」「被災住民のみなさんにも、ゴルフガーデンのオーナーにも幸せになっていただきたい」と語った。

## 国立競技場解体工事
国立競技場は解体されることとなり、日本スポーツ振興センター（以下 JSC）は南北2工区に分けて入札をおこなった。2014年5月第1回目の入札では、入札に参加出来る資格が建設業者に限られ、北工区1社、南工区3社が入札に参加した。第1回目の入札は2014年5月29日に開札されたが、すべての入札価格が予定価格（北工区20億3686万2000円・南工区18億7963万円）を上回り不調に終わった。2014年7月第2回目の入札で日JSCは、入札に参加できる資格を建設会社に加え、文部科学省の最高基準を満たした解体工事業の資格を有するものにも門戸を広げた。第2回目の入札は2014年7月17日に行われ、当日に開札され、南北両工区とも株式会社フジムラは最低価格で応札した。しかし、JSCは入札の結果を「保留」とし、その後「特別重点調査」を経て株式会社フジムラの入札結果を「無効」とした。南北両工区とも落札したのは、北工区2番札、南工区3番札で応札した関東建設興業株式会社であった（2回目入札の予定価格は北工区 24億9239万4000円《1回目より4億5553万2000円上昇》・南工区23億1415万1000円《1回目より4億3452万1000円上昇》であり、1回目の入札が不調であったにもかかわらず、2回目において予定価格が上昇している）。
この結果に対して、当時社主であった藤村一人がJSCに猛抗議に出向いたところ、新国立競技場設置本部施設部長ら5名が7時間にわたり対応した。藤村は落札できるよう書類不備の修正を申し出たが、JSCは聞き入れなかった。その際、JSC管理部調達管財課課長の中塚俊和から官製談合の疑いがあるとの発言があった。その後、JSCにより公正取引委員会に報告がなされ、更にJSC内で調査部会を設置して調査を開始した。（調査部会はJSCの理事、JSCの顧問弁護士・公認会計士で構成されており、明らかに「身内の調査」であった。）これに対して、株式会社フジムラは調査の協力に応じた。その後8月19日にJSC調査部会より伝えられた結論は「官製談合はなかった」であった。
この結果を受けて、藤村は弁護団を結成（代理人弁護士 石田義俊、石田深恵、山崎克之、金澤 優）、8月28日、内閣府政府調達苦情検討委員会に苦情処理申立書を提出、9月10日、申立書が受理された（検委事第14号）。審議において藤村は、落札した埼玉県の業者（関東建設興業）より、入札前には知り得ないスタンド解体後の残土処分の詳細情報、入札に参加する東京都内の業者名及び東京に本拠地を持たない地方業者名を事前に知らされた会話の内容を示した。
9月30日、内閣府政府調達苦情検討委員会（加毛修委員長／小泉淑子委員長代理／有川博委員・磯部力委員・大橋真由美委員）は審議の結果、JSCが入札書および工事費内訳書の提出期限前に工事費内訳書を順次開封していたこと、ならびに入札者が提出した工事費内訳書の開封と並行して予定価格の決定に係る関係調達機関内部の手続を行っていたことは、調達過程の公正性および公平性ならびに入札書の秘密性を損なうものとして、契約を破棄し、新たに調達手続を行うよう提案した。藤村の行動により、第2回目入札の契約（南北2工区）は破棄された。一連の経緯は第187回臨時国会 参議院予算委員会において取り上げられ、民主党 蓮舫議員により、下村博文文部科学大臣・JSC理事長の河野一郎に対し、談合疑惑の追及がなされた。蓮舫議員から指摘された談合疑惑に関する調査要請に対し下村博文文部科学大臣は「談合が疑われたので警察庁に通告した」と答弁した。また、同議員から東京オリンピック・パラリンピック用の談合防止のための第三者管理機関創設の考えを問われた安倍晋三内閣総理大臣は「今回は警察に調査を依頼している」と述べた。下村博文文部科学大臣、安倍晋三内閣総理大臣の答弁を受け、警視庁捜査2課が調査に動くという、異常な事態に発展した。
第3回目の入札は2014年12月2日に開札され、北工区は株式会社フジムラが最低価格を提示したが、今回の入札も保留となった。12月12日、藤村は弁護団を伴い「特別重点調査」に臨んだ。その結果、12月19日にJSCより、契約の内容に適合した履行が行われると認められたため、国立競技場解体工事（北工区）を16億7292万円で落札した。

## 旧正田邸解体工事
上皇后の生家である旧正田邸が相続税支払いのために国庫に物納され、財務省 関東財務局は解体することとした。2002年（平成14年）、株式会社フジムラはこの解体工事を一旦受注したが、「旧正田邸を守る会」（会長：住威久雄）による保存運動をテレビのワイドショーが連日取り上げることとなり、辞退することとなった。この際の記者会見において、「日本に生まれ、日本に育ち、日本を愛し、一日本人として、このような歴史的建造物を取り壊すというのは、非常に残念であり、かつ、複雑な心境でありました。」「機械でいきなり壊すのではなく、柱1つずつ、梁も1つずつ、丁寧にきれいに仕事をさせていただき、記念に残るものは美智子さまにご返上申し上げたいと考えて（解体工事の）入札に参加させていただいた。」「国民の皆様方の感情と私共の感情が重なり合うことに気付き辞退届を提出した。」と語っている。
2003年（平成15年）、財務省 関東財務局は別の解体業者へ発注、建物は解体された。その後、品川区が公園用地として跡地を取得し、2004年（平成16年）に区立公園「ねむの木の庭」として開園した。